# 原真未
原 真未（はら まみ、1986年12月15日 - ）とは日本の元グラビアアイドル。大阪府出身。プレミアムエンターテインメントに所属していた。

## 来歴
- 出生は大阪府で、その後兵庫県へ転出。
- デビュー時は芝真未名義であったが、2007年4月に現在の芸名に改名。
- 2007年9月13日付で、それまで所属していた事務所（上記）との契約が終了し、同年12月24日付で退所した。

## 人物
- 性格：「スッキリ」＆「マイペース」　「人見知り」　内面的でおとなしい。
- 趣味：万葉集を読む事、百人一首、小走り、カニ歩き。
- 特技：料理、草抜き。椅子取りゲーム。
- 好きな食べ物：オレンジジュース、和食
- 好きなタレント：雛形あきこ
- 自称、タモリマニアで「オリエンタルラジオ」ファンである。

## 活動
テレビ番組
- やりすぎコージー（テレビ東京）
- すきっぷ（エンタ!371）
- 水着でFight!アイドル☆サバイバル（MONDO21）

映像作品
- WE@アイドルDVD　原真未（2008年　ソフトバンククリエイティブ）